# Olivier Brandicourt

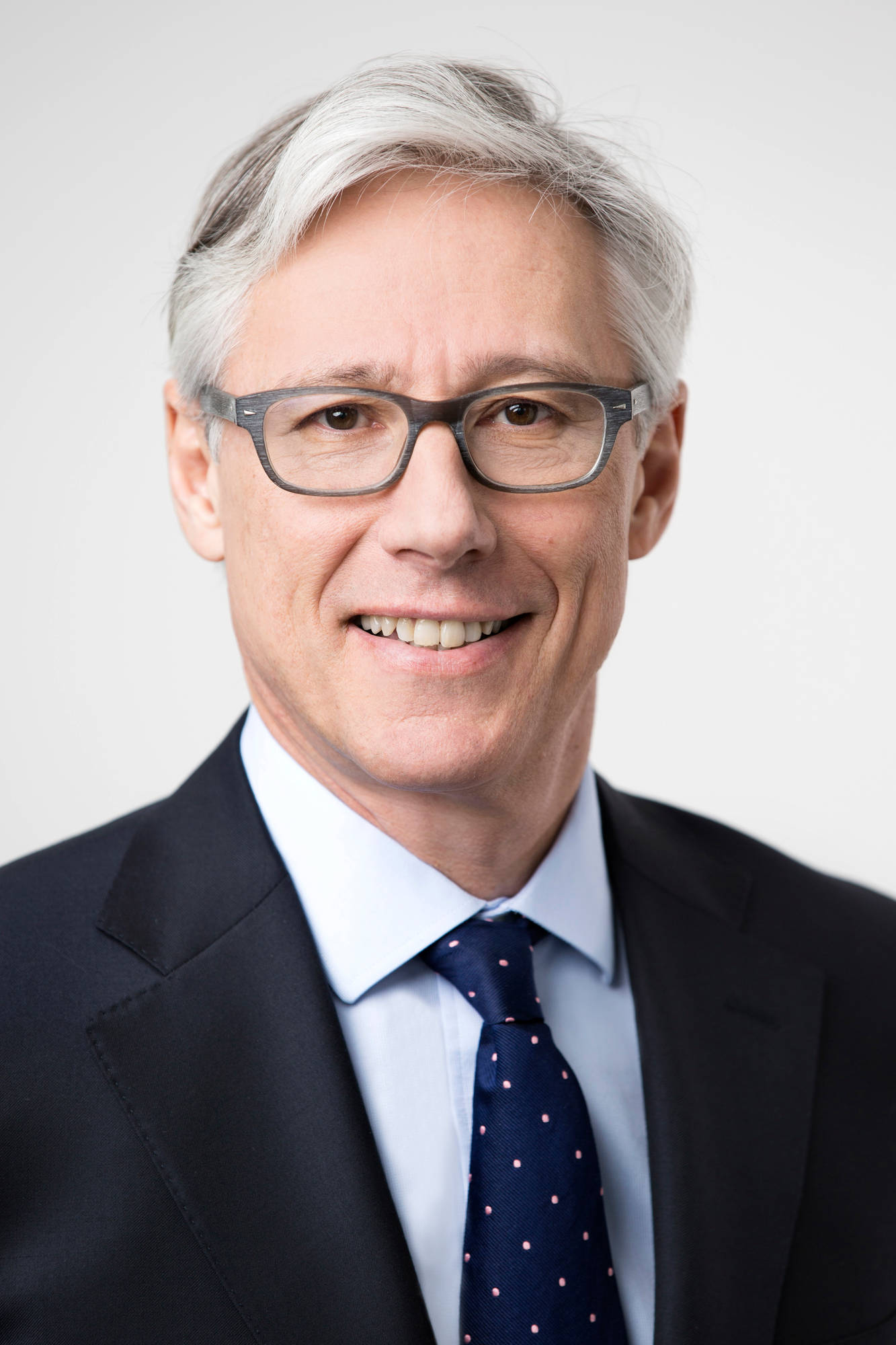
Olivier Brandicourt

 Olivier Brandicourt (* 13. Februar 1956 in Casablanca, Marokko) ist ein französischer Manager und war von April 2015 bis August 2019 Vorstandsvorsitzender des Pharmakonzerns Sanofi.

## Werdegang
Brandicourt studierte Medizin in Paris (Universität Paris V) und spezialisierte sich auf Infektions- und Tropenkrankheiten. Er erlangte einen Abschluss in Zellulärer und Immunologischer Pathophysiologie und einen Master in Biologie.
Brandicourt begann eine Tätigkeit als Mediziner am Institut für Infektions- und Tropenkrankheiten Pitié-Salpêtrière in Paris, wo er vor allem die Malaria erforschte. Er praktizierte zwei Jahre als Arzt im Kongo.
In der Pharmaindustrie begann Brandicourt bei Warner-Lambert/Parke-Davis, wo er in den Bereichen Medizin und Marketing tätig war, bevor er Geschäftsführer in Kanada wurde. Bei Pfizer leitete Brandicourt Geschäftseinheiten und gehörte von 2010 bis 2013 dem globalen Executive Leadership Team an.
Danach war Brandicourt Vorstandsvorsitzender der Bayer HealthCare AG und Mitglied des Executive Council der Bayer AG.
Am 19. Februar 2015 gab Sanofi bekannt, dass der Verwaltungsrat Brandicourt einstimmig zum Vorstandsvorsitzenden berufen habe. Am 2. April 2015 trat er seine neue Aufgabe an.

## Ämter
Brandicourt ist Mitglied des Vorstands des US-Verbandes Pharmaceutical Research and Manufacturers of America (PhRMA) und des Rates der International Federation of Pharmaceutical Manufacturers and Associations (IFPMA).
Außerdem ist er Ehrenmitglied des Royal College of Physicians in London und Vorstandsmitglied der Children’s Aid Society in New York.